# Kulenkampffs Schuhe
Kulenkampffs Schuhe ist ein Dokumentarfilm von Regina Schilling aus dem Jahr 2018. Er wurde am 8. August 2018 um 22:30 Uhr im Ersten erstmals ausgestrahlt.

## Inhalt
Regina Schilling schildert die bundesdeutsche Nachkriegsgeschichte – die Zeit der Wirtschaftswunderjahre – am Beispiel von vier Lebensläufen, die sie abwechselnd weitererzählt. Es handelt sich um die Biografien 
- ihres Vaters, eines Kölner Drogisten (1925–1973), sowie der drei Showmaster
- Hans-Joachim Kulenkampff (1921–1998),
- Hans Rosenthal (1925–1987)
- und Peter Alexander (1926–2011).

Die Jugend der vier in den 1920er-Jahren geborenen Männer fiel in die Zeit des Nationalsozialismus, ihr frühes Erwachsenenleben wurde durch den Krieg geprägt. Schillings Vater, Hans-Joachim Kulenkampff und Peter Alexander dienten als Soldaten; Hans Rosenthal wurde als Jude vom NS-Regime verfolgt und überlebte versteckt in einer Berliner Kleingartenanlage.
Ein zentraler Punkt des Films ist die Rede Adolf Hitlers vor Kreisleitern im sudetendeutschen Reichenberg im Dezember 1938, in der er die planmäßige Vereinnahmung der deutschen Jugend in die NS-Organisationen von klein auf beschreibt: ins Jungvolk, in die Hitlerjugend, die Arbeitsfront, die SA, die SS, das NSKK, den Reichsarbeitsdienst und die Wehrmacht. Das Hitler-Zitat endet mit den Worten: „... und sie werden nicht mehr frei ihr ganzes Leben.“ Mit der Wiederholung dieses Satzes, einer Art Motto, endet die Dokumentation.
Kulenkampffs Schuhe besteht vollständig aus Archivaufnahmen. Anhand von Fotos, privaten Super-8-Filmen ihres Vaters und Ausschnitten aus Unterhaltungsshows – vor allem Einer wird gewinnen (1964–1969 und 1979–1987) und Dalli Dalli (1971–1986) – schildert die Regisseurin die junge Bundesrepublik zunächst aus ihrer eigenen Sicht, da das gemeinsame Fernsehen zu den geliebten Ritualen ihrer Kindheit gehörte:
„Am Samstagabend aber war alles gut: friedlich vereint vor dem Fernseher, wir Kinder frisch gebadet und im Schlafanzug, hinter uns der Vater, rauchend, mit einem Bier, die Mutter mit einem süßen Mosel.“
Aus den Unterhaltungsshows hat Regina Schilling Sequenzen ausgewählt, in denen die drei TV-Stars etwas aus ihrer Vergangenheit preisgeben, oft so unvermutet, dass der Zuschauer stutzig wird. So streut etwa Kulenkampff immer wieder kurze Kommentare über seine Kriegszeit in die Moderation ein. Die titelgebenden Schuhe Kulenkampffs geraten in einer Einstellung in den Fokus, in der er leicht humpelt. Den Grund dafür: Kulenkampff hatte sich während der Kesselschlacht von Demjansk eigenhändig vier erfrorene Zehen amputiert – seine in der Sendung getragenen Lederschuhe bilden für die Regisseurin „eine Metapher für diese Wirtschaftswunderzeit, wo hinter der glänzenden Fassade eine Versehrtheit des Krieges verborgen wurde“. Diese freigelegten traumatischen Erlebnisse mischt der Film immer wieder mit Bildern aus dem Unterhaltungsalltag der Bundesrepublik.
Die Schwierigkeiten beim Betrieb der elterlichen Drogerieläden in Köln werden versinnbildlicht durch Auszüge aus dem Film Industrielandschaft mit Einzelhändlern von 1970, der vom Niedergang eines Hamburger Drogisten handelt – gespielt von Horst Tappert, der ebenfalls zur Generation der Protagonisten gehörte. Die Lebensläufe von Tappert und Martin Jente, der als Fernsehbutler ‚Herr Martin‘ in Kulenkampffs Show Einer wird gewinnen mitgewirkt hatte, dienen als weitere Beispiele für das Verschweigen und Verdrängen der Nachkriegszeit. So war Tappert Mitglied der Waffen-SS und Jente seit 1933 Mitglied der SS und Adjutant im Führerhauptquartier gewesen. Beides wurde erst nach dem Tod der beiden Fernsehgrößen bekannt. Robert Lembke wiederum, Moderator der Quizsendung Was bin ich? (1955–1958 und 1961–1989), hatte einen Vater jüdischer Herkunft und „versteckte sich im letzten Kriegsjahr auf einem Bauernhof in Bayern“ (Zitat aus dem Film). Der Kommentar zu diesen lange verschwiegenen Tatsachen: „Kein Wunder, dass niemand über die NS-Zeit und den Krieg sprechen wollte. Hätte man miteinander arbeiten können, wenn man alles vom andern gewusst hätte?“

## Kritik
„‚Kulenkampffs Schuhe‘ glänzt, wenn der Film unter die Oberfläche der Shows taucht und die Verdrängungen der Spaßmacher aufdeckt. Vor allem aber, er richtet nicht. Er beobachtet.“

„Schilling zeigt mit ihrer atemberaubend montierten Doku, wie Deutschland im Fernsehen die Traumata der Vergangenheit überwand – und zu einem ‚Wir‘ wurde.“

„Das ist […] das Tolle an diesem Film, dass er es schafft, einen Zusammenhang herzustellen, der bislang nicht so stark beachtet wurde, die Bewältigung von deutscher Schuld und deutschem Trauma im Geiste von Unterhaltungsshows.“

„Kulenkampffs Schuhe lässt die Nähte spüren, um damit den Schnitt, der sich darunter befindet, offen zu halten […]  eines sich seit Kriegsende nur noch erweiternden Traumas, das sich nie mehr schließt und das quer durch Film- und Fernsehgeschichte geht, durch Kinozensur und Senderpolitik, durch jüdische und deutsche Familien, durch verschiedene Generationen, Zeiten, Formate und Materialien und durch den Kopf aller, die diesen Film sehen.“

## Einschaltquote
Den Film sahen bei seiner Erstausstrahlung im August 2018 insgesamt 1,93 Mio. Zuschauer. Dies ergibt einen Marktanteil von 12,6 Prozent. Für einen 90-minütigen Dokumentarfilm zu dieser Uhrzeit war Kulenkampffs Schuhe sehr erfolgreich.

## Auszeichnungen und Nominierungen
Duisburger Filmwoche 2018
- 3sat-Dokumentarfilmpreis[8]

Deutscher Fernsehpreis 2019

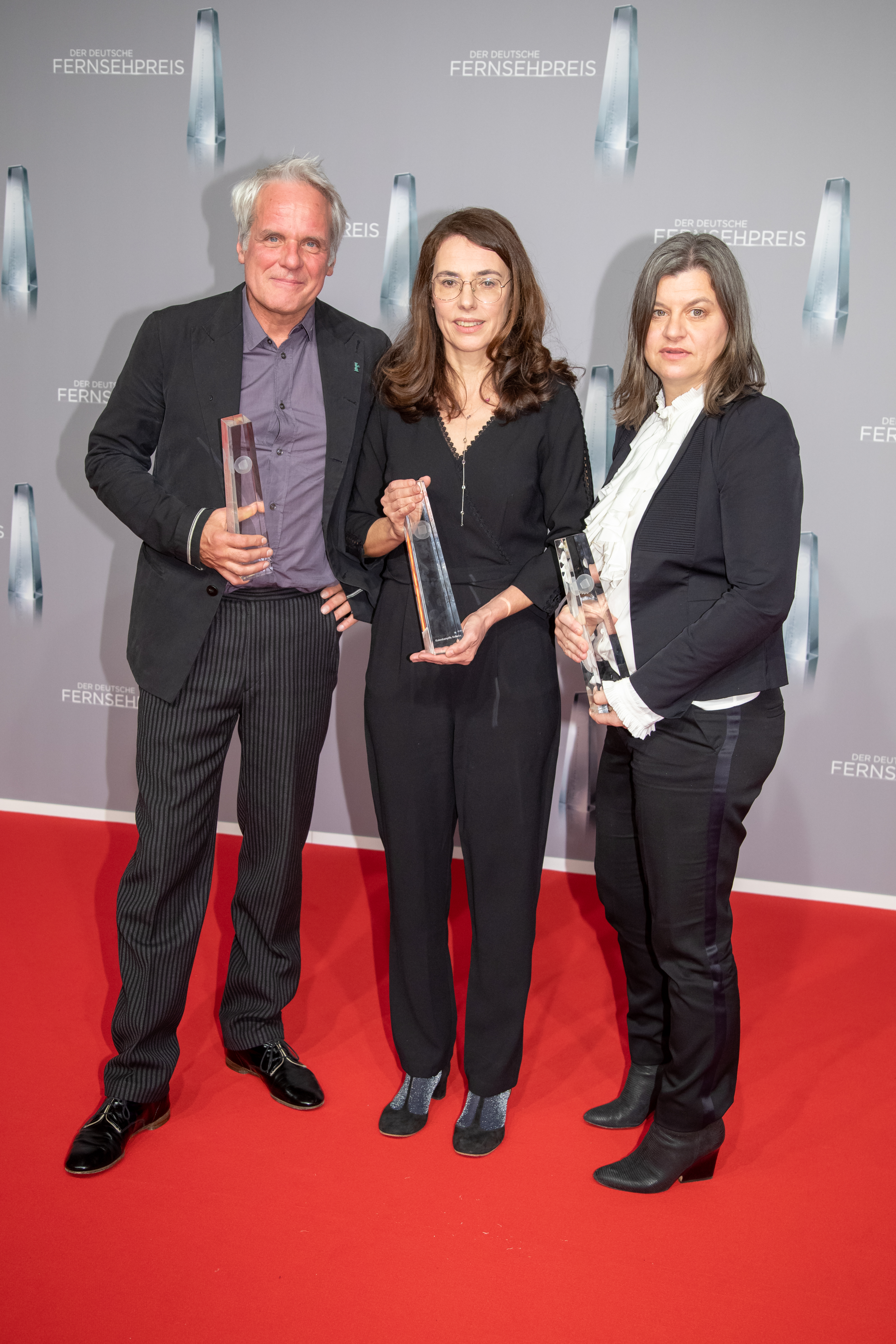
Thomas Kufus (Produzent); Regina Schilling (Autorin) und Simone Reuter (Redaktion) mit dem Deutschen Fernsehpreis 2019

- Auszeichnung in der Kategorie Beste Dokumentation/Reportage

Grimme-Preis 2019
- Auszeichnung in der Kategorie Information & Kultur[9]

Romyverleihung 2019
- Nominierung in der Kategorie Beste TV-Doku[10]